# Tokofobia
Tokofobia (stgr. τοκοφοβία – lęk przed porodem) – jedna z odmian fobii – lęk przed ciążą i porodem. Z powodu tokofobii pacjentki często wybierają poród drogą cięcia cesarskiego lub bezdzietność.
Częstość występowania: około 6–10% ciąż.
Występują prawdopodobnie dwa rodzaje tej fobii:
- tokofobia pierwotna – występuje u kobiet, które nie były wcześniej w ciąży. Ma podłoże nerwicowe.
- tokofobia wtórna – występuje wśród kobiet, które w czasie poprzedniej ciąży doznały silnego, związanego z nią, szoku (np. poronienie)